# 박승기
박승기(1965년 6월 10일~ )은 대한민국의 공기업인이다.

## 학력
- 1983.02 : 석산고등학교 졸업
- 1987.02 : 한양대학교 토목공학 학사
- 1989.02 : 한양대학교 대학원 토목공학 석사
- 1998.05 : 플로리다대학교 대학원 토목공학 석사

## 경력
- 1986.12 : 제22회 기술고시 합격
- 해운항만청 인천항건설사무소 조사시험과(토목사무관)
- 해운항만청 제주지방해운항만청 공사과
- 해양수산부 항만국 항만건설과
- 1999.10 : 해양수산부 항만국 항만개발과(시설서기관)
- 2000.08 : 해양수산부 여수지방해양수산청 여수항건설사무소장
- 2001.07 : 미국 타코마항만청 파견(국외훈련)
- 2003.03 : 해양수산부 인천항건설사무소 항만개발과장
- 2004.03 : 해양수산부 항만국 항만개발과장
- 2006.08 : 해양수산부 항만국 항만개발과장(부이사관)
- 2007.02 : 해양수산부 항만국 항만정책과장
- 2008.02 : 국토해양부 물류항만실 항만정책과장
- 2010.03 : 국토해양부 인천지방해양항만청 인천항건설사무소장(고위공무원 나급)
- 2011.07 : 국토해양부 부산지방해양항만청 부산항건설사무소장
- 2013.01 : 국토해양부 항만정책관
- 2013.04 ~ 2014.02 : 제54대 인천지방해양항만청 청장
- 2014.02 ~ 2014.12 : 해양수산부 대변인
- 2014.12 ~ 2016.02 : 새누리당 수석전문위원
- 2016.03 ~ 2016.12 : 해양수산부 항만국장
- 2016.12 ~ 2017.09  : 해양수산부 중앙해양안전심판원장(고위공무원 가급)
- 2018.02 ~ 2021.03 : 해양환경관리공단 이사장

## 수상
- 2002.04 : 근정포장